# Thundridge
Thundridge – wieś w Anglii, w hrabstwie Hertfordshire, w dystrykcie East Hertfordshire. Leży 6 km na północny wschód od miasta Hertford i 37 km na północ od centrum Londynu.